# سرعة الجاذبية
في النظريات الكلاسيكية للجاذبية، تنتقل التغيرات في مجال الجاذبية وتنتشر. أي تغيير في توزيع طاقة وزخم المادة يؤدي إلى تغيير آخر على مسافة من حقل الجاذبية الذي تنتجه. بالمعنى النسبي، تشير «سرعة الجاذبية» إلى سرعة موجة الجاذبية، والتي تساوي سرعة الضوء كما تنبأت بها النسبية العامة والمثبتة من خلال رصد GW170817.

## مقدمة
سرعة موجات الجاذبية في النظرية النسبية العامة تساوي سرعة الضوء في الفراغ (يُرمز لها بالثابت c)، ضمن النظرية النسبية الخاصة، الثابت c لا يتعلق بالضوء فقط؛ بل يرمز إلى أعلى سرعة ممكنة لأي حدث في الطبيعة. رسميًا، c هو عامل تحويل لتغيير وحدة الوقت إلى وحدة الفضاء. هذا ما يجعلها السرعة الوحيدة التي لا تعتمد على حركة المراقب، أو على مصدر الضوء و/أو الجاذبية. وبالتالي، فإن سرعة الضوء هي أيضًا سرعة موجات الجاذبية وأي جسيم عديم الكتلة. وتشمل هذه الجسيمات الغلوون (حامل القوة القوية)، والفوتونات التي تشكل الضوء (حاملة القوة الكهرومغناطيسية)، وجسيمات الغرافتون الافتراضية التي تشكل جسيمات مجال الجاذبية (تتطلب نظرية الغرافتون نظرية الجاذبية الكمية).

## المجالات الساكنة
يجب عدم الخلط بين سرعة التغيرات الفيزيائية في مجال الجاذبية أو المجال الكهرومغناطيسي مع «التغييرات» في سلوك الحقول الساكنة الناتجة عن تأثيرات لها علاقة بوضع المراقب. هذه التغييرات في اتجاه الحقل الساكن هي نفسها بالنسبة للمراقب عندما تتحرك شحنة بعيدة بالنسبة له، كما هو الحال عندما يقرر المراقب (بدلًا من ذلك) التحرك بالنسبة للشحنة البعيدة الثابتة، بسبب الاعتبارات النسبية. وبالتالي، فإن الحركة المستمرة للمراقب بالنسبة للشحنة الساكنة وحقلها الثابت الممتد (إما مجال الجاذبية أو الحقل الكهربائي) لا يغير من ذلك المجال. بالنسبة للحقول الساكنة، مثل الحقل الكهربائي الساكن المتصل بالشحنة الكهربائية، أو حقل الجاذبية المتصل بجسم كبير، يمتد الحقل إلى ما لا نهاية، ولا ينتشر. لا تؤدي حركة المراقب إلى تغيير اتجاه هذا الحقل، وبسبب الاعتبارات المتناظرة، فإن تغيير إطار المراقبة ليبدو أن الشحنة تتحرك بمعدل ثابت لا يؤدي إلى تغيير اتجاه مجالها، ولكنه يتطلب أن يستمر في «التأشير» نحو اتجاه الشحنة، عند كل المسافات من الشحنة.
النتيجة هي أن الحقول الساكنة (سواء الكهربائية أو الجاذبية) تشير دائمًا إلى الموقع الفعلي للأجسام التي تتصل بها، دون أي تأخير بسبب انتقال أو انتشار الإشارة من الشحنة، على مدى مسافة ما إلى المراقب. وتظل هذه المعلومة صحيحة إذا حُرّكت الأجسام المشحونة ومراقبوها (أو لم تُحرك)، وذلك ببساطة عن طريق تغيير الأطر المرجعية. هذه الحقيقة تسبب ارتباكًا لدى العلماء حول «السرعة» لهذه الحقول الثابتة، والتي يبدو أنها تتغير في بعض الأحيان إلى ما لا نهاية. في الحقيقة هذه التغييرات هي لا شيء سوى نتاج من حركة المراقب، أو حركة المراقبة نفسها.
في مثل هذه الحالات، لا يتغير أي شيء فعليًا بشكل لا نهائي وبسرعة. على سبيل المثال، عندما يبدأ أحد المراقبين بالتحرك بالنسبة لحقل ثابت يمتد على مدى سنوات ضوئية، يبدو كما لو أن «الحقل» بالكامل، إلى جانب مصدره، بدأ يتحرك بسرعة ذلك المراقب. هذا يشمل الأجزاء الممتدة من الحقل. ومع ذلك، فإن هذا «التغيير» في السلوك الظاهري لمصدر الحقل، إلى جانب مجاله البعيد، لا يمثل أي نوع من الانتشار أسرع من الضوء.

## الجاذبية النيوتنية
تتطلب صيغة إسحاق نيوتن لقانون قوة الجاذبية أن يستجيب كل جسيم مع كتلة بشكل فوري مع جسيم آخر له كتلة بغض النظر عن المسافة بينهما. في السياق الحديث، توصف الجاذبية النيوتنية بواسطة معادلة بواسون، والتي بموجبها، عندما يتغير التوزيع الكتلي للنظام، يتغير مجال الجاذبية الخاص به بمعايير مضبوطة على الفور. لذلك، تفترض النظرية أن سرعة الجاذبية لا نهائية. كان هذا الافتراض مناسبًا لتفسير جميع الظواهر بدقة الملاحظة في ذلك الوقت. لم يلاحظ إلا في القرن التاسع عشر وجود حالة شاذة في الملاحظات الفلكية لا يمكن التوفيق بينها وبين نموذج الجاذبية النيوتنية للعمل اللحظي: قرر الفلكي الفرنسي أوربان لوفيرييه في عام 1859 أن المدار الإهليلجي لعطارد يتقدم بسرعة أكبر بكثير مما تنبأت به النظرية النيوتنية.

## لابلاس
أُجريت أول محاولة للجمع بين وجود سرعة جاذبية محدودة ونظرية نيوتن بواسطة لابلاس في عام 1805. واستنادًا إلى قانون قوة نيوتن، بنى نموذجًا يُعرّف فيه مجال الجاذبية على أنه حقل إشعاع أو مائع. تنتقل التغييرات في حركة الجسم الجاذب عن طريق نوع من الأمواج. لذلك، يجب تعديل حركات الأجسام السماوية حسب العلاقة v/c، حيث تمثل v السرعة النسبية بين الأجسام، وc هي سرعة الجاذبية. يقترب تأثير السرعة المحددة للجاذبية من الصفر كلما اقتربت c من اللانهاية، ولكن ليس بمقدار 1/c2 كما هو الحال في النظريات الحديثة. أدى ذلك إلى استنتاج لابلاس أن سرعة الجاذبية لا تقل عن 7×106 أضعاف سرعة الضوء. تم استخدام هذه السرعة من قبل الكثيرين في القرن التاسع عشر لانتقاد أي نموذج يعتمد على سرعة جاذبية محدودة، مثل التفسيرات الكهربائية أو الميكانيكية للجاذبية.
من وجهة النظر الحديثة، تحليل لابلاس غير صحيح. افترض لابلاس من دون المعرفة عن «عدم التغاير» للعالم لورينتز في الحقول الثابتة، أنه عندما يتحرك جسم مثل الأرض حول الشمس، فإن جذب الأرض لن يكون باتجاه الموقع الفوري للشمس، ولكن باتجاه المكان الذي كانت فيه الشمس إذا ما أُخّر الموضع باستخدام السرعة النسبية (يحدث هذا التأخير فعليًا مع الموقع البصري للشمس، ويسمى الانحراف الشمسي السنوي). مع ثبات الشمس في نقطة الأصل، عندما تتحرك الأرض في مدار من دائرة نصف قطرها R، والسرعة v، مع افتراض أن تأثير الجاذبية يتحرك بالسرعة c، يتحرك موقع الشمس الحقيقي قبل الموقع البصري، بمقدار يساوي vR/c، وهو وقت انتقال الجاذبية من الشمس إلى الأرض مضروبًا بالسرعة النسبية للشمس والأرض. كما هو موضح في الشكل 1، فإن شدة الجاذبية (إذا تصرفت مثل الموجة، كالضوء) سيظل دائمًا في اتجاه سرعة الأرض، بحيث تُسحب الأرض دائمًا نحو الموضع البصري للشمس، بدلًا من موقعها الفعلي. ما يؤدي إلى جر الأرض، والذي من شأنه أن يتسبب في خروج مدار الأرض عن موضعه. سوف يُكبح هذا الخروج بمقدار v/c مقارنة بالقوة التي تُبقي الأرض في المدار؛ وبما أن مدار الأرض مستقر، يجب أن يكون ثابت لابلاس c كبيرًا جدًا. كما هو الآن، يمكن اعتباره لا نهاية في حد الحركة الخطية الثابتة، لأنه كتأثير ساكن سيكون لحظيًا من بُعد عندما يرى المراقبون بسرعة عرضية ثابتة. بالنسبة للمدارات التي تتغير فيها السرعة (اتجاه السرعة) ببطء، فهي لا نهائية تقريبًا.
يتحرك الجسم المُنجذب إلى جسم جاذب متحرك بسرعة ثابتة نحو موقعه الفوري دون تأخير، لكل من الجاذبية والشحن الكهربائي. في معادلة مجال تتوافق مع النسبية الخاصة (أي معادلة لورينتز لعدم التغاير)، تكون حركة التجاذب بين الشحنات الساكنة التي تتحرك بسرعة ثابتة نسبية موجهة دائمًا نحو الموضع الآني للشحنة (في هذه الحالة، «شحنة الجاذبية» للشمس)، لا الموضع المتأخر للشمس. عندما يتحرك جسم ما في المدار بسرعة ثابتة مع تغيير اتجاه السرعة v، يكون التأثير على المدار v2/c2، ويحافظ هذا التأثير على الطاقة والزخم الزاوي، بحيث لا تتحلل المدارات.